# Utila-Leguan
Der Utila-Leguan (Ctenosaura bakeri) ist ein ungewöhnlicher Vertreter der Schwarzleguane, dessen Verbreitung auf die zu Honduras gehörende Karibikinsel Utila (Islas de la Bahía) beschränkt ist.

## Beschreibung
Der deutsche Name Schwarzleguan bezieht sich auf die graubraune bis schwarze Färbung, die allen Schwarzleguanen in unterschiedlichem Umfang zu eigen ist. Utila-Leguane sind die einzigen Schwarzleguane, die bereits als Jungtiere beim Schlupf deutlich graubraun bis schwarz gefärbt sind; Jungtiere anderer Arten haben zunächst eine grüne Färbung.
Männchen erreichen eine Länge bis zu 76 cm, Weibchen bis zu 56 cm.

## Ökologie

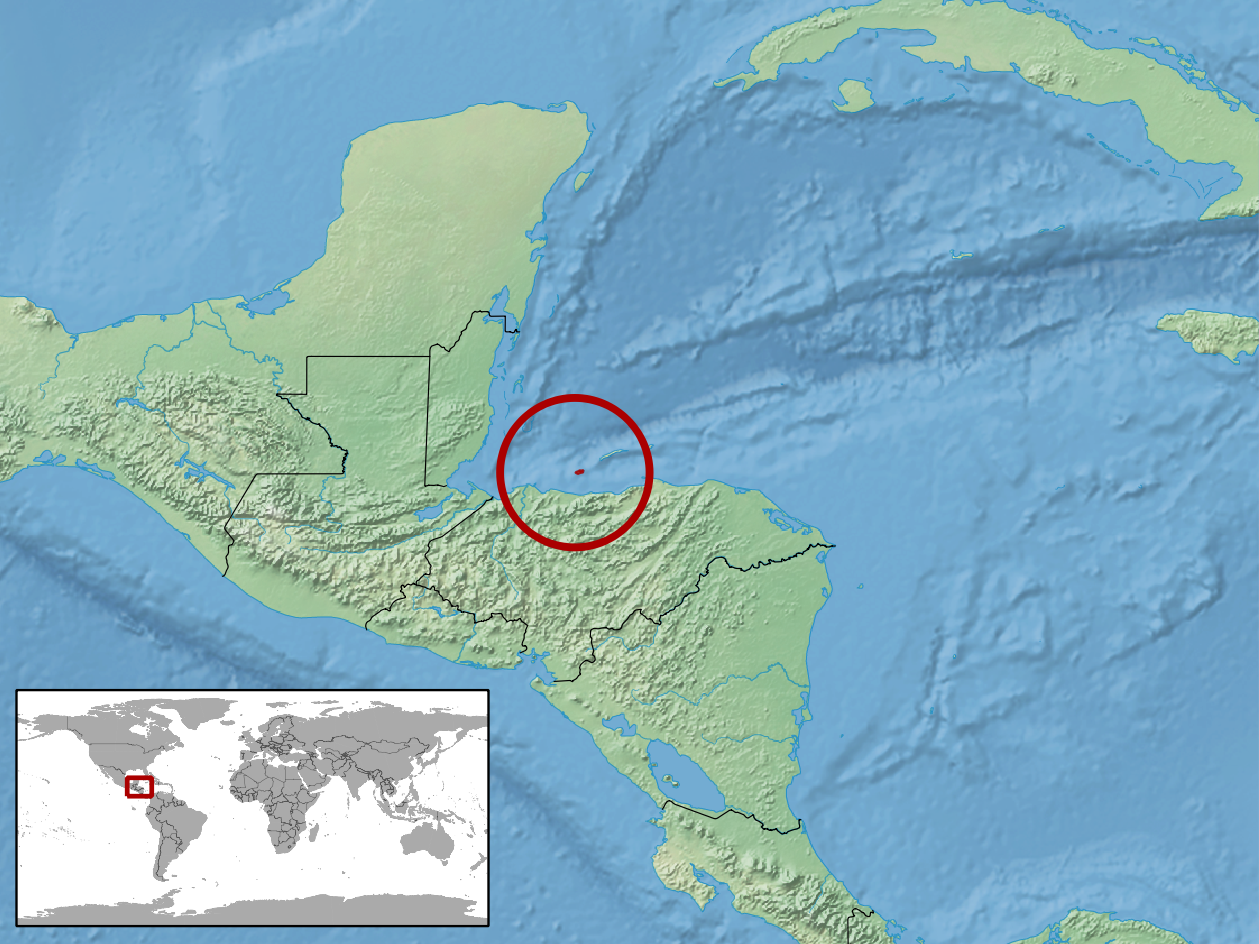
Verbreitungsgebiet

Der Utila-Leguan kommt nach bisherigem Kenntnisstand endemisch im ca. 10 km² großen Mangrovenwald der honduranischen Karibikinsel Utila vor. Er ist ein Bewohner der Baumkronen und lebt in Baumhöhlen oder hohlen Stämmen. Die Anpassung an den salzig-feuchten Lebensraum der Mangrove ist eine Besonderheit dieser Art, alle anderen Schwarzleguane bevorzugen aride Habitate. 
Die Leguane sind Allesfresser und ernähren sich von Blättern, Krabben und Insekten.

## Fortpflanzung
Da die Gelege des Utila-Leguans in den feuchten Mangrovenwäldern nicht erfolgreich zum Schlupf kommen würden, wandern die trächtigen Weibchen zu Beginn der Trockenzeit an sonnige Sandstrände in der Nachbarschaft der Mangrove. Auf Utila gibt es jedoch nur wenige sandige Strandabschnitte. Im März graben die Weibchen tiefe Höhlen in den Sand und legen 5 bis 15 Eier ab. Das sind verglichen mit anderen Leguanarten eher wenige. Nach der Eiablage ziehen sich die Weibchen wieder in den Mangrovenwald zurück. Rund 90 Tage später schlüpfen die Jungtiere und wandern zunächst in die buschigen Mangrovenrandbereiche.
Die Jungtiere sind durch Fressfeinde wie Krabben, Schlangen, Vögel sowie große Artgenossen gefährdet. Nur 5 % überleben das erste Jahr. Dazu kommt, dass die Eier der Leguane auf der Insel als Delikatesse gelten und oft ausgegraben werden. Auch trächtige Weibchen wurden am Strand gefangen und getötet, um an die Eier zu kommen. Das führte am Ende des 20. Jahrhunderts beinahe zur Ausrottung der Utila-Leguane.

## Entdeckungsgeschichte
Ctenosaura bakeri wurde 1901 anhand von Tieren beschrieben, die der Washingtoner Zoo vom US-amerikanischen Konsul auf Utila geschenkt bekommen hatte. Es handelte sich um Weibchen, die an den Stränden der Insel gefangen worden waren. Nach ihrem Tod stellte sie der Zoodirektor Frank Baker, nach dem die Art benannt wurde, dem Herpetologen Leonhard Hess Stejneger für systematische Untersuchungen zur Verfügung.
Über die ungewöhnliche ökologische Einnischung war zunächst nichts bekannt und man nahm an, dass die Leguane im Strandbereich Utilas leben würden. Die Art galt bis Mitte der 1990er-Jahre als verschollen. Erst 1994 untersuchte Gunther Köhler als Doktorand der Johann Wolfgang Goethe-Universität Frankfurt am Main die Systematik der Schwarzleguane; beinahe zufällig stieß er in der Mangrove auf ein erwachsenes Männchen des Utila-Leguans.

## Gefährdung und Schutz
Während Wissenschaftler die Art beinahe hundert Jahre lang vergeblich gesucht hatten, stand der Utila-Leguan, Swamper genannt, schon lange auf der Speisekarte der Inselbewohner. Stetige Zuwanderung, u. a. durch den Tourismusboom auf den Islas de la Bahía, zu denen Utila gehört, hatte den Jagddruck auf die Art erhöht. Durch Initiative von Köhler und anderen Wissenschaftlern wurde der Utila-Leguan noch 1994 nach honduranischem Recht unter Naturschutz gestellt. Seit Ende 2004 ist die Art auch auf der Roten Liste der bedrohten Arten der Weltnaturschutz-Union als „vom Aussterben bedroht“ eingestuft.
Ein gemeinsames Artenschutzprojekt der Senckenberg Gesellschaft für Naturforschung und der Zoologischen Gesellschaft Frankfurt betreibt seit 1997 eine Station auf Utila, die sich der Aufklärung und Beratung der Bevölkerung und der Touristen widmet und ein Aufzuchtprogramm betreibt. Auch im Frankfurter Zoo wurden Utila-Leguane nachgezüchtet. Die Arbeit in der Station auf Utila wird ausschließlich von freiwilligen Helfern aus aller Welt durchgeführt; die Station wird mit Spendenmitteln betrieben.